# Glossaire de la poêlerie
La poêlerie est le lieu de la fabrication et de la vente des poêles.
C'est aussi le métier du poêlier, qui a développé un vocabulaire multi-séculaire listé ici.
- Haut – A
- B
- C
- D
- E
- F
- G
- H
- I
- J
- K
- L
- M
- N
- O
- P
- Q
- R
- S
- T
- U
- V
- W
- X
- Y
- Z

## A
- Agrafe - Bout de gros fil de fer coudé des deux bouts, que l'on pose sur l'épaisseur de chaque rang de carreaux des poêles de construction, pour empêcher qu'ils ne se désunissent[m 1].
- Air froid - Air extérieur qui passant dans les tuyaux en fonte d'un poêle de construction, s'y échauffe, s'échappe par les bouches de chaleur, et se répand dans l'intérieur de la pièce[m 1].
- Argile - Voir Terre à four
- Armature - Deux plaques de fonte, formant les planchers haut et bas du foyer d'un poêle, et aux tuyaux de chaleur qui sont placés entre ces deux plaques[m 1].

## B
- Bandeau - Ceintures saillantes qui sont sur le corps d'une colonne de poêle[m 1].
- Biscuit (Carreau en)  - Carreaux de poêles, ainsi qu'à toute autre pièce de poêlerie faite en terre cuite non émaillée[m 1].
- Bistre - Suie détrempée, ou l'eau teinte par la suie[m 1].
- Bonnet à la cochoise ou cintre - Feuille de tôle cintrée que l'on rapporte à l'extrémité supérieure d'un tuyau placé sur une cheminée, pour empêcher que le vent ainsi que l'eau n'y entrent[m 1].
- Bouche de poêle - Ouverture par laquelle on met le bois ou tout autre combustible[m 2].
- Bouche de chaleur - Ouvertures pratiquées dans les carreaux d'un poêle de construction par lesquelles sort l'air chaud venant du réservoir[m 2].
- Bouchon ou Boîte - Petite plaque circulaire, à jour ou pleine, fixe ou ouvrant à charnière dans une douille en cuivre, que l'on place à l'extrémité des tuyaux de chaleur en tôle, pour laisser sortir ou renfermer la chaleur[n 1] dans le réservoir d'un poêle[m 2].
  - Bouchon à tournant - Bouchon dont la plaque est percée à jour, et que l'on ferme en faisant tourner, par un bouton fixé au centre, une double plaque percée de même[m 2].
- Bouts - Feuilles de tôle roulées en cylindre creux formant tuyaux[m 2].
- Brique - Pierre artificielle faite avec une terre préparée et cuite, que l'on emploie dans la construction intérieure des poêles: la brique la plus légère et la moins cuite est la plus convenable à cet usage[m 2].
- Buse - Bout de tuyau dont une des extrémités est découpée et recourbée en forme d’empattement, pour être clouée ou rivée sur une partie unie, ou bien à un bout de tuyau évasé d'un bout, pour s'emboîter avec un autre tuyau d'un plus grand diamètre[m 2].
- Base grillagée - Bout de tuyau à une extrémité duquel est fixé un grillage, que l'on place ordinairement dans l'épaisseur d'un mur pour former ventouse et qui sert à conduire l'air dans un poêle ou à faire monter la fumée[m 2].

## C
- Calorique - Synonyme de matière de la chaleur[m 2].
- Carreau - Chaque pièce composant les faces extérieures et verticales du corps d'un poêle[m 2].
  - Carreau uni - Carreau en biscuit ou émaillé, qui n'a aucun ornement sur son parement[m 2].
  - Carreau à mosaïque unie - Carreau sur lequel sont des cadres ou saillie formant losange.
  - Carreau à mosaïque et rosace - Carreau qui a dans chaque losange une rosace[m 3].
  - Carreau à octogone uni - Carreau dont les cadres d'ornements ont chacun huit côtés égaux[m 3].
  - Carreau à octogone et rosace - Carreau dont l'octogone est rempli d'une rosace[m 3].
  - Carreau à grand octogone et rosace ou à grande rosace - Carreau à cadres à huit pans avec des fleurons, palmettes ou autres ornements[m 3].
  - Carreau d'angle - Carreau qui porte un retour et dont l'arête est arrondie[m 3].
  - Carreau de corniche - Carreau qui forme le dernier rang du corps d'un poêle de construction, et qui porte des moulures[m 3].
  - Carreau de plinthe ou socle - Carreau qui forme le premier rang au bas d'un poêle de construction[m 3].
  - Carreau en biscuit - Carreau qui n'est point émaillé[m 3].
  - Carreau en faïence - Carreau qui est couvert d'un émail[m 3].
  - Carreau garni - Carreau qui est rempli entre les colombins, de débris de brique ou de tuile avec de la terre franche, garniture qui a pour objet de préserver le carreau de l'effet d'un trop grand degré de feu, ou de lui faire conserver plus long-temps la chaleur[m 3].
- Cendrier - Espèce de tiroir en tôle que l'on place sous la bouche d'un poêle pour recevoir la cendre du foyer[m 3].
- Cercle - Les bandes de tôle ou de cuivre que l'on place à un poêle de construction, sur la jointure horizontale de chaque rang de carreau, pour tenir ces carreaux et cacher leurs joints[m 3].
- Champignon simple - Nom d'un rond de tôle soutenu par des tringles que l'on rapporte à l'extrémité du dernier bout d'un tuyau au haut d'une cheminée, pour empêcher que l'eau ne tombe dedans, où que le vent ne refoule la fumée[m 3].
  - Champignon à la noix - Champignon simple à l'extrémité d'une suite de tuyaux un rond formant tête de champignon, au-dessous duquel est un bout de tuyau évasé par le bas; le tout isolé du principal tuyau et soutenu par des tringles[m 3].
- Chapeau de cardinal ou Rondelle - Rond de tôle que l'on rapporte au pourtour extérieur d'un tuyau pour renvoyer l'eau ou le bistre au dehors[m 3].
- Châssis - Bâti sur lequel est montée la porte du poêle - Aussi la carcasse sur laquelle est monté un poêle à numéro[m 4].
- Chauffer à la russe - Manière d'établir un poêle de construction, en y employant des moyens qui puissent faire obtenir et conserver la chaleur le plus longtemps possible, moyens qui consistent à faire beaucoup circuler la fumée avant d'en sortir, ainsi qu'à multiplier les cloisons, la brique et la fonte à l'intérieur[m 4]. Ce qui est réalisé dans les poêles de masse fabriqués en Russie (en anglais : Russian oven (en), en russe : Russian oven (ru).)
- Cheminée
  - Cheminée ou conduit - Petites ouvertures observées dans les planchers de tuile ou de tôle à l'intérieur des poêles de construction, par lesquelles passe la fumée pour monter dans le tuyau après qu'elle a circulé entre les cloisons et les carreaux[m 4].
  - Cheminée à la Rumford - foyer rétréci au moyen de doubles jambages construits obliquement, pour procurer plus de chaleur et faire monter plus facilement la fumée[m 4].
- Chemise ou Enveloppe - Muraille en brique que l'on fait au pourtour extérieur des poêles qui s'établissent dans des souterrains pour échauffer des pièces à rez-de-chaussée ou à d'autres étages[m 4].
- Cintre ou cage - Armature en fer plat qui sert, dans un poêle portatif, à soutenir la garniture[m 4].
- Cloison - Petites murailles construites en brique à l'intérieur d'un poêle[m 4].
- Colombins - Petites jouées ou cloisons observées au pourtour intérieur de chaque carreau de poêle, dans lesquelles sont percés les trous pour agrafer ces carreaux[m 4].
- Colonne - tuyau de faïence orné de base et de chapiteau, que l'on place sur un poêle pour envelopper le tuyau par où passe la fumée et servir en même temps de décoration - On en fait de plusieurs sortes: les uns sont d'une seule, les autres sont de plusieurs pièces pour former le fût; ils sont unis, avec cannelures ou avec des bandeaux[m 4].
- Conduit - Espace vide que l'on observe sous la plaque du foyer d'un poêle, pour le passage de l'air froid[m 4].
- Conduite - Petit canal pratiqué sous le carreau, servant à diriger l'air extérieur dans le foyer d'une cheminée pour faire monter la fumée[m 5].
- Corbeille - Pièce en biscuit ou en faïence, que l'on place pour décoration ou pour cacher le tuyau placé en contre-haut du chapiteau d'une colonne[m 5].
- Corps - Se dit de la partie d'un poêle, comprise entre le socle et la corniche[m 5].
- Coude - Bout de tuyau qui est ployé d'équerre au milieu - Il sert à donner à une suite, deux directions, une horizontale et une verticale[m 5].
- Coulisse - Petite porte pratiquée dans la grande porte d'un poêle, servant à donner passage à l'air pour souffler le feu et faire monter la fumée[m 5].
- Couloir ou Conduit - Petit espace que l'on observe entre les cloisons en brique et les carreaux d'un poêle de construction pour la circulation de la fumée[m 5].
- Courant ou conduite de chaleur - Canal formé par deux petits murs eu brique et couvert d'un double rang de tuile, que l'on construit sous le carreau ou le parquet d'une pièce à rez-de-chaussée pour la chauffer, au moyen du calorique seul ou du calorique et de la fumée que procure un poêle ou fourneau construit à cet effet dans les souterrains, et qui circulent dans ce canal avant d'entrer dans la cheminée - On fait de ces courants, simples ou doubles sur la hauteur comme sur la largeur, selon la nécessité[m 5].
- Culotte - Bout de gros tuyau portant à une de ses extrémités deux branches, pour se joindre à deux suites de tuyaux ou embranchements[m 5].

## D
- Douille - Bout de cuivre cylindrique qui fait partie d'un bouchon que l'on place à l'extrémité des tuyaux à bouche de chaleur[m 5].

## E
- Émail - Vernis fait de plomb vitrifié avec un 9e - D'étain que l'on réduit en masse par la fusion, et auxquels ou ajoute du verre qui se mêle et s'étend par une forte cuisson - L' émail sert à couvrir les carreaux et autres pièces de poëlerie que l'on nomme faïence[m 5].
- Enveloppe - Réunion des carreaux formant le corps d'un poêle de construction; c'est aussi la cloison en brique que l'on construit au pourtour extérieur de ce poêle[m 6].
- Évolution - Contours que l'on fait faire à la fumée après être sortie du foyer et avant d'arriver dans son réservoir, en la faisant monter et descendre par le moyen des cloisons en brique et des planchers construits à cet effet dans un poêle de construction[m 6].

## F
- Faïence -
- Fausse ou double languette - Cloison mince en plâtre que l'on construit dans un tuyau de cheminée, soit pour conduire l'air du haut dans le tambour mécanique au bas du manteau, soit pour renfermer un tuyau de tôle, soit pour rétrécir une cheminée trop large, ou enfin pour faire deux tuyaux dans un[m 6].
- Flamme - Pièce en biscuit ou en faïence que l'on place sur le chapiteau d'une colonne de poêle pour décoration et pour cacher le bout du tuyau en tôle qui conduit la fumée dans la cheminée[m 6].
- Four - Coffre en tôle fermé par une porte, et que l'on place au-dessus du foyer d'un poêle portatif[m 6].
- Fourneau - Construction faite en brique, revêtue ou non de faïence, que l'on établit dans des souterrains pour échauffer les pièces supérieures, ou pour alimenter des courants de chaleur pratiqués sous les carreaux ou sous les parquets d'un rez-de-chaussée[m 6].
- Foyer - Vide observé dans un poêle, servant à déposer le combustible pour le chaufferie[m 6].
- Fumiste - Ouvrier qui est chargé de faire tous les ouvrages concernant la fumée, ainsi que la pose des tuyaux aux extérieurs et aux intérieurs des cheminées, celle des mitres, le ramonage des cheminées et leur rétablissement intérieur[m 6].
- Fut - Tambours réunis composant une colonne de faïence que l'on place sur un poêle[m 6].

## G
- Garnir - Mettre des briques et de la terre dans un poêle, des tuileaux entre les colombins d'un carreau[m 7].
- Garniture - Maçonnerie de brique et de tuile que l'on fait à l'intérieur d'un poêle portatif pour qu'il conserve plus longtemps sa chaleur[m 7].
- Gousset - Planche en plâtre que l'on pose obliquement entre le manteau, une des costières et le fond d'une cheminée, afin de recevoir l'air du haut et le conduire dans le tambour ou ventouse qui est sous la traverse du chambranle, pour faire monter la fumée[m 7].
- Gueule de loup - coude de tuyau qui se place sur le haut d'une cheminée et qui est monté sur un pivot, pour qu'en tournant, son orifice soit toujours opposé au vent afin de faciliter la sortie de la fumée[m 7].

## H
- Hirondelle ou Rondelle - Rond de tôle rapporté au pourtour extérieur d'un tuyau pour renvoyer les eaux[m 7].

## J
- Jeu d'orgue - Soubassement sous le manteau d'une cheminée qui est composé de trois planches en plâtre, dont une est posée horizontalement entre les deux autres qui le sont verticalement, et percée de trous pour le passage de l'air du haut qui doit<refouler la fumée dans le foyer et la forcer à monter[m 7].

## L
- Languette de séparation - Voir Fausse Languette

## M
- Mitre - Espèce de caisse en plâtre ou en terre cuite, dont les quatre côtés sont obliques, et que l'on place sur le haut d'un tuyau de cheminée pour rétrécir son ouverture et empêcher que le trop grand air qui y entrerait ne fit redescendre la fumée dans ce tuyau[m 8].
  - Mitre - Premier bout de tuyau qui est évasé et qui fait partie d'une suite de gros tuyaux de tôle placés sur le haut d'une cheminée[m 8].

## P
- Pelle à braise - Feuille de tôle avec rebords et un manche en bois servant à transporter la braise ou le charbon
- Pièces - Voir Carreaux
- Planche - Tablettes en plâtre que l'on pose obliquement sous le manteau d'une cheminée pour contenir la fumée dans son intérieur[m 8].
- Plancher - Toutes les divisions intérieures et horizontales que l'on fait en fonte, en tôle ou en tuile dans un poêle, et qui servent à séparer le feu, l'air froid, l'air chaud et la fumée[m 8].
- Plaque
  - Plaque de foyer - Dans un poêle, la plaque de fonte ou de tôle sur laquelle on pose le bois ou autre combustible[m 8].
  - Plaque supérieure ou plafond - Plaque de fonte ou de tôle qui fait le dessus du foyer et le dessous du four ou du réservoir de chaleur[m 8].
  - Plaque de contre-cœur - fonte  que l'on pose au fond d'une cheminée[m 8].
- Plinthe ou socle - Carreaux qui portent et forment le premier rang d'un poêle de construction[m 8].
- Poêle
- Poêle sur ferrure, sur châssis, à numéro, roulant ou portatif - Nom d'un poêle composé de plus ou moins de carreaux montés sur un châssis qui à quatre pieds en fer pour l'isoler du sol; lequel poêle est avec ou sans four, avec un ou plusieurs cercles en tôle, et couvert d'une tablette de faïence[m 8].
  - Poêle à tiroir - Poêle portatif, nom qui lui vient de ce que chaque carreau porte un cadre à son pourtour de la figure d'un parallélogramme, imitant la tête d'un tiroir[m 8].
  - Poêle rond - Poêle portatif dont les carreaux sont circulaires et à mosaïque: ce poêle est ordinairement garni d'une tablette de marbre, et quelquefois surmonté d'une colonne en faïence[m 8].
  - Poêle de construction - Poêle qui sert à chauffer une ou plusieurs pièces - On le construit sur place, selon les convenances de l'emplacement, avec des carreaux de diverses dimensions comme de divers ornements, et à son intérieur on place une armature de fonte composée de plus ou de moins de tuyaux, un repos ou réservoir de chaleur, des cloisons et planchers en brique et en tuile, pour distribuer et conduire la chaleur au dehors, et faire, avant de sortir, servir la fumée à chauffer eu lui faisant faire diverses évolutions[m 9].
  - Poêle suédois ou à la suédoise - Gros poêle que l'on construit le plus ordinairement de toute la hauteur de la pièce[m 9].
  - Poêle à buffet - Gros poêle à la suédoise et dont le corps est en deux parties j la partie du bas est saillante sur la partie supérieure[m 9].
  - Poêle à la Désarnaud - Sorte de poêle en fonte de peu de profondeur que l'on place dans une cheminée, et qui fait à la fois le service d'un poêle et d'une cheminée[m 9].
  - Poêle garni - Poêle portatif dans lequel on a rapporté des briques et des tuiles formant des cloisons et des planchers pour qu'il procure plus de chaleur et la conserve plus longtemps[m 9].
- Poêlier - Ouvrier chargé de faire les poêles sur place, de construire et poser les poêles portatifs, poser les tuyaux, et de faire tous ouvrages destinés à porter, distribuer et conduire la chaleur[m 9].
- Pompe d'appelé - Fourneau ou poêle construit en brique le plus souvent à rez-de-chaussée, dans lequel on met du feu pour établir le courant d'air dans un gros poêle de construction lorsqu'on veut le chauffer[m 9].

## R
- Réservoir
  - Réservoir de fumée - Coffre observé à la partie supérieure d'un poêle de construction par deux planchers faits en tuile et des cloisons faites en brique, dans lequel la fumée, après avoir circulé au pourtour intérieur du poêle, arrive pour en sortir par un tuyau en tôle qui la conduit dans la cheminée; ce réservoir sert aussi de dépôt à la suie[m 9].
  - Réservoir en tôle - Coffre dans lequel la chaleur du foyer arrive, et de là se répartit et se communique aux bouches de chaleur[m 10].
  - Réservoir ou repos de chaleur - Coffre formé dans un poêle de construction par la plaque de fonte ou plancherau-dessus du foyer, par un second plancher supérieur fait en tuile, et sur les côtés par les cloisons en brique derrière lesquelles passe la fumée; dans ce réservoir arrive l'air chaud qui y est conduit par les tuyaux de fonte, et en sort par d'autres tuyaux en tôle[m 10].

## S
- Scellement - Bout de tôle rivé à l'extrémité d'un cercle en cuivre, ayant un coude et un œil pour le passage d'une vis qui sert à tendre ce même cercle[m 10].
- Soubassement - planche en plâtre que l'on place sous le manteau d'une cheminée pour empêcher la fumée de sortir et l'aider à monter dans le tuyau[m 10].
- Soupape - Rond de tôle mouvant monté sur une tige en fer garnie d'un bouton, que l'on rapporte dans un tuyau de poêle pour le boucher à volonté afin d'empêcher l'air chaud de s'évaporer par ce tuyau[m 10].
  - Soupape à clef - Soupape qui est ajustée dans un tuyau placé dans le corps d'un poêle, pour le boucher à volonté au moyen de cette soupape[m 10].
  - Soupape à bascule - Forte tôle montée dans un châssis en carillon que l'on place ordinairement dans un corps de poêle à buffet, et qui sert au même usage que la précédente[m 10].
  - Soupape à colonne - Soupape qui ferme une colonne en faïence et qui porte un bouton à olive[m 10].
- Suite - colonne formée par des bouts de tuyaux de tôle emboîtés les uns dans les autres, que l'on place sur une cheminée ou le long d'un mur[m 10].

## T
- Tablette - Table en marbre, en pierre ou en faïence, qui couvre un poêle
- Tambour Mécanique - Ouvrage en plâtre que l'on fait sous le manteau d'une cheminée pour empêcher qu'elle ne fume; cet ouvrage consiste en deux planches posées obliquement, qui se joignent à angle aigu par le bas, quelquefois accompagnées d'une troisième au-devant, entre lesquelles en est une quatrième posée horizontalement percée de trous, et enfin des bouts de languette de séparation et d'un ou de deux goussets placés au-dessus des jambages, servant à rétrécir le passage de la cheminée et à conduire l'air du haut dans ce tambour[m 11].
- Terre à four ou Terre Franche - Une argile de couleur jaune, grasse et gluante, qui est la seule propre à sceller tous les ouvrages de poëlerie, briques, tuiles, carreaux, etc.[m 11].
- Té - Bout de tuyau portant un autre bout en travers formant ensemble la figure de la lettre T, et dans lesquels s'emboîtent trois autres parties ou suite de tuyaux[m 11].
  - Tés à débouchure - Bout de tuyau semblable au précédent, mais dont l'extrémité du bas est fermée par une boîte que l'on retire à volonté pour ôter la suie et nétoyer le tuyau - On fait usage de ce té au bas d'une suite de tuyaux placés à l'extérieur d'un bâtiment[m 11].
  - Tés à abat-vent - Extrémité d'un tuyau placé sur une cheminée qui porte un autre bout en travers, auxquels sont ajoutés deux ronds en tôle isolés par des tringles, et qui servent à parer les coups de vent[m 11].
- Tôle - Fer en lame ou feuille, délié et battu sous le marteau des aplatisseries ou au laminoir, et qui sert à faire les tuyaux, les portes, les fours, les coffres et les planchers à l'intérieur des poêles - On fait usage de cinq sortes de tôles: tôle à porte cochère; c'est la plus forte: tôle brute en paquet; c'est la meilleure pour les tuyaux: tôle à rangette, tôle laminée et tôle dite de Suède[m 11].
- Trappe (anc. "trape") - Forte tôle montée dans un châssis, servant à boucher le passage du ramoneur observé dans le corps d'un tuyau, ou à boucher le bas d'une cheminée pour empêcher l'air froid de la cheminée d'entrer dans la pièce[m 11].
- Traverse - Gros tuyau de tôle posé horizontalement et conduisant la fumée d'une cheminée bouchée par le haut dans une autre cheminée[m 11].
- Tuile - Espèce de planche d'argile cuite dans un four servant à faire les divers planchers dans l'intérieur des poêles, ainsi qu'à faire le fond et la couverture des courants de chaleur [m 11].
- Tuyau - Cylindre creux en tôle servant à diriger la fumée ou la chaleur[m 11].
  - Tuyaux de chaleur - Tuyaux de fonte faisant partie de l'armature d'un poêle de construction, par lesquels l'air qui s'y échauffe en passant est conduit dans le réservoir, d'où il sort par les bouches de chaleur pour se répandre dans l'intérieur de la pièce[m 11].
  - Tuyau à soupape - Bout du tuyau dans lequel est une soupape que l'on ferme à volonté pour conserver le calorique du foyer[m 11].
  - Tuyau avissé - Petit tuyau de tôle qui, au lieu d'être rivé, est seulement accroché sur le bord, et qui s'emploie à l'intérieur des poêles pour conduire la chaleur du réservoir à l'extérieur[m 11].
  - Tuyau ou tambour en faïence - Voir Fût

## V
- Ventouse  - Petite ouverture faite dans une porte de poêle pour le passage de l'air dans le foyer[m 11].
  - Ventouse - Deux planches de plâtre placées l'une devant l'autre sous le manteau d'une cheminée, et entre lesquelles passe l'air que l'on tire de l'extérieur de la pièce pour faire monter la fumée[m 11].
- Vis - Cylindre portant d'un bout une tête plate et allongée, et de l'autre un filet, servant à serrer les cercles qui tiennent chaque rang de carreaux[m 11].